# نواردم
نواردم (نام علمی: Trochilus) نام یک سرده از زیرخانواده مگس‌مرغیان است.

## گونه‌ها
- Red-billed streamertail (Trochilus polytmus)
- نواردم شکم‌سیاه (Trochilus scitulus)